# Tröllomtjärnen
Tröllomtjärnen är en sjö i Jokkmokks kommun i Lappland och ingår i Luleälvens huvudavrinningsområde. Sjön har en area på 0,0722 kvadratkilometer och ligger 105,4 meter över havet.

## Delavrinningsområde
Tröllomtjärnen ingår i det delavrinningsområde (737471-171985) som SMHI kallar för Nedlagd mätstation. Medelhöjden är 129 meter över havet och ytan är 28,69 kvadratkilometer. Räknas de 1101 avrinningsområdena uppströms in blir den ackumulerade arean 21 374,37 kvadratkilometer. Avrinningsområdets utflöde Luleälven (Stora Luleälven) mynnar i havet. Avrinningsområdet består mestadels av skog (72 procent). Avrinningsområdet har 1,56 kvadratkilometer vattenytor vilket ger det en sjöprocent på 5,5 procent. Bebyggelsen i området täcker en yta av 1,28 kvadratkilometer eller 4 procent av avrinningsområdet.